# Mark Spitz
Mark Spitz, född 10 februari 1950 i Modesto, Kalifornien, är en tidigare amerikansk tävlingssimmare.
Spitz debuterade i olympiska sammanhang som artonåring vid Olympiska spelen i Mexico City 1968. Spelen resulterade i två guld, ett silver och ett brons.
Mark Spitz vann sju OS-guld i simning vid sommar-OS i München 1972. Han satte därtill världsrekord i samtliga grenar. Spitz är med nio guld tillsammans med Larissa Latynina, Carl Lewis och Paavo Nurmi de som har näst flest olympiska guld genom tiderna; flest har simmaren Michael Phelps.

## Karriärslut
Spitz drog sig tillbaka från tävlingssimningen efter OS i München 1972, trots sin låga ålder på bara 22 år.
År 1999 rankades Spitz på plats 33 på ESPN SportsCentury 50 Greatest Athletes, som enda vattenatlet.
Vid 41 års ålder försökte Spitz göra en comeback inför OS 1992 efter att filmskaparen Bud Greenspan erbjudit honom 1 miljon dollar om han lyckades kvala till OS. Spitz filmades av Greenspans kameror men misslyckades kvala med två sekunder. Däremot lyckades Spitz ta sig till finalen i de amerikanska försöken, där han hamnade sist.